# Ábrahám Miklós
Ábrahám Miklós (Túrkeve, 1928. december 7. – Mezőtúr, 2011. július 4.) hivatásos előadóművész, nótaénekes.

## Élete
1928. december 7-én  Túrkevén Ábrahám Lajos és Herczegh Emília gyermekeként látta meg a napvilágot.
Apja gazdálkodó volt, édesanyja a háztartást vezette. Bátyja, Ábrahám Kálmán a második világháborúban esett el.
Az elemi iskolát (négy elemit végzett) 1939-ben, Túrkevén végezte el. Itt osztálytársai voltak többek között: Rácz István András, Győrffy Sándor, Finta István és Karmazsin Károly. Gimnáziumba már Mezőtúron járt 1939 és 1947 között. Ezután két évet járt Mezőgazdasági Szakiskola és Gazdasági Iskolába Túrkevén. Egy évet irodavezetői szakiskolába és képesített könyvelői iskolába járt.
Családja nagygazda múltja miatt az 1950-es években osztályidegennek számított, és komoly üldöztetésnek volt kitéve. Ennek ellenére élete végéig hű maradt szülővárosához.
Zenei tehetségét a Mezőtúr Református Gimnáziumban ismerte fel énektanára, a Kossuth-díjas, Csokonai-díjas és kiváló művész Csenki Imre, aki Kodály Zoltán tanítványa is volt. Tagja volt az iskola énekkarának. Ezután éveken át mandolinzenekarban játszott, de igazi zenei képzést csak  később, Szolnokon kapott.
Hivatásos előadóművész csak 1961-ben lett. Az 1960-as években a Magyar Rádió készített vele, s ezeket többször is közvetítették.
Ez idő alatt a túrkevei Háziipari Szövetkezetben dolgozott (1955-1972).
1972-ben részt vett a Salgótarjáni Népdalfesztiválon, amit az MTV is felvett. 1972-től már az AFIT-ban (Autójavító Vállalat) dolgozott Túrkevén egészen 1988. december 31-ig. A városi és az AFIT sakkcsapatának is tagja volt, és 1978-ban elnyerték a Tröszt bajnokcsapata címet.
20 évig volt a Városi Népi Ellenőrzési Bizottság elnöke. 1990 és 2002 között a Választási Bizottság, 1999-től haláláig pedig a Kulturális Egyesület elnöke volt.
2008. december 7-én a túrkeve moziban egy nótaműsorral - amiből DVD is készült - ünnepelte a születésnapját a pályatársakkal és a nótakedvelő közönséggel. Tanítványai voltak Farkas Rozika, Koltai László és Bodnár Marika (aki Kuncsorba polgármestere volt) nótaénekesek.
2011. július 4-én hosszú betegeskedés után hunyt el a mezőtúri kórházban. 2011. július 12-én, kedden 14 órakor református  szertartás szerint helyezték örök nyugalomra a túrkevei Vénkerti temetőben. Utolsó útjára elkísérték pályatársai - többek között Madarász Katalin és Farkas Rozika nótaénekesnők - barátai, Dr. Szabó Zoltán Túrkeve város polgármestere és a Magyar Kultúra Lovagja, Talpalló Piroska, mezőtúri református lelkész, valamint rengeteg tisztelője Túrekvéről és vidékről.

## Kiadott hanganyaga
- Daloló Túrkeve (kazetta és CD)
- Miklós-napi nótaest (DVD, 2008.)

## Díjai, elismerései
- Túrkeve városért kitüntetés (1998. december 4.)
- Jász-Nagykun-Szolnok Megyei Közművelődésért (2005-ben, a Magyar Kultúra napján)